# Liste der Baudenkmale in Vorbeck
In der Liste der Baudenkmale in Vorbeck sind alle Baudenkmale der Gemeinde Vorbeck (Landkreis Rostock) und ihrer Ortsteile aufgelistet (Stand 10. Februar 2021).

## Kambs
| ID  | Lage                  | Bezeichnung | Beschreibung | Bild      |
| --- | --------------------- | ----------- | --- | --------- |
| 358 | Dorfstraße 2 (Karte)  | Pfarrhaus   | Gebäude von 1860 | Pfarrhaus |
| 359 | Dorfstraße 10 (Karte) | Gutshaus    | 1-gesch., 9-achsiges Backsteingebäude von 1922 an der alten Warnow; mit 2-gesch. Mittelrisalit und Mansarddach; heute Hotel.                                                                              | Gutshaus  |
| 360 | Dorfmitte (Karte)     | Kirche      | Gotische Backsteinkirche von um 1260; quadr. Chor und Nordsakristei aus der Zeit; neogotisches Langhaus und Turm von 1862/63; baufälliger Turmoberteil nach 1960 neu aufgesetzt; Schnitzaltar vom 15. Jh. | Kirche    |

## Quelle
Denkmalliste des Landkreises Rostock A ‐ Z (Stand: 10. Februar 2021; PDF, 497 KB). 